# CSC Jinling Shipyard
CSC Jinling Shipyard is een scheepswerf in Nanjing in de Volksrepubliek China. Het is de grootste scheepbouwonderneming van de SINOTRANS & CSC Shipbuilding Industry Corporation en is eigendom van de staat. Het bedrijf werd in 1952 opgericht en beschikt op een gebied van meer dan 1.230.000 m² over twee droogdokken. De werf bouwt een breed scala aan schepen, waaronder (RO-RO) schepen, olietankers, chemicaliëntankers, platformbevoorradingsschepen, bulkcarriers, drijvende dokken en half-afzinkbare schepen. Het bedrijf behoort tot 's werelds 40 grootste werven.
Het hoofdkantoor is gevestigd in de stad Nanking.